# Deus no judaísmo
No Judaísmo a crença é monoteísta (um único criador). O Supremo de Israel era conhecido por um nome principal na Bíblia. Esse nome transliterado YHWH. é conhecido como o Tetragrama Sagrado. Este nome é vocalizado com sinais massoréticos pelos estudiosos, geralmente, como Yahweh ou Yehowah. Em português é comum usar as formas Iavé, Javé ou Jeová. Embora originalmente a primeira letra tenha o som de "i", a letra "J" apareceu com seu uso em meados do século XVI por Petrus Ramus. Em alguns idiomas a letra "j" tem ainda o som de "i", como no alemão, por exemplo. A maioria das acadêmicos preferem a transliteração e pronúncia como Yahweh (fala-se: iárr-ue). Outro nome comumente usado na Bíblia é Elohim que é considerado um plural majestático que significa Deus no singular.